# Eugeniusz Chyliński
Eugeniusz Stanisław Chyliński vel Eugeniusz Wojtczak vel Eugeniusz Moraczewski vel Antoni Taraszkiewicz, pseud.: Frez, Szkolnik, Walter, Witold, Gryz (ur. 19 marca 1915 w Kozicach, zm. 10 lutego 1990 w Raciborzu) – oficer Polskich Sił Zbrojnych i Armii Krajowej, porucznik piechoty, cichociemny.

## Życiorys
Eugeniusz Chyliński ukończył w 1935 roku Szkołę Kadetów nr 1 we Lwowie. W latach 1935–1936 uczył się w Szkole Podchorążych Rezerwy Piechoty.
We wrześniu 1939 roku walczył w 32 pułku piechoty, a następnie, od 17 września, w 36 pułku piechoty Legii Akademickiej w obronie Modlina jako dowódca plutonu w 7 kompanii III batalionu. 8 grudnia 1939 roku przekroczył granicę polsko-węgierską, został internowany. W marcu 1940 roku dotarł do Francji, gdzie pracował w obsadzie Szkoły Podchorążych Piechoty w Coëtquidan. 8 czerwca 1941 roku dostał się do Hiszpanii i przez Portugalię i Gibraltar w październiku 1941 roku do Wielkiej Brytanii. W okresie od października 1941 roku do marca 1943 roku walczył w 1 plutonie rozpoznawczym 1 Dywizji Pancernej.
Zgłosił się do służby w kraju. Został przeniesiony do Oddziału VI Sztabu Naczelnego Wodza i po przeszkoleniu konspiracyjnym ze specjalnością w dywersji został zaprzysiężony 31 stycznia 1943 roku na rotę Armii Krajowej.
Został zrzucony w Polsce w nocy z 24 na 25 marca 1943 roku w ramach operacji lotniczej „Cellar” i od września 1943 roku przydzielony do pracy w Kedywie w Okręgu Wilno AK jako inspektor dywersji. Prowadził szkolenia dywersyjne w Oddziałach Dyspozycyjnych „Baza” i „Egzekutywa”, brał m.in. udział w wysadzeniu transportu k. Solecznik Wielkich na trasie kolejowej Wilno–Lida (4/5 grudnia 1943 roku); nieudane zasadzki koło Kiemieliszek 1 i 2 stycznia 1944 roku; 19 stycznia nieudana próba (w wyniku uszkodzenia instalacji elektrycznej) wysadzenia transportu koło Kieny na trasie kolejowej Wilno–Mińsk, 2 lutego wysadzenie transportu koło Koraciszek na trasie kolejowej Wilno–Kowno, 18 marca wysadzenie transportu kolejowego koło Kolonii Kolejowej na trasie Wilno–Mińsk; nieudana (na skutek ostrzelania z karabinu maszynowego z bunkra) próba wysadzenia transportu kolejowego na trasie do Święcian (26 marca 1944 roku); liczne rozbrojenia oddziałów wojsk niemieckich.
Został aresztowany 19 kwietnia 1944 roku w Wilnie. 16 maja został odbity przez patrol „Bazy” i „Egzekutywy” w brawurowej akcji w czasie transportu z więzienia na Łukiszkach do Szpitala św. Jakuba po zasymulowanym ostrym zapaleniu wyrostka robaczkowego. 19 maja dostał przydział do oddziału partyzanckiego „Frycza”, gdzie był instruktorem. Następnie pracował (w ramach akcji o kryptonimie „Pod Słońcem”) jako instruktor na oficerskich kursach minersko-sabotażowych. Walczył w operacji wileńskiej jako dowódca kompanii (60-osobowego oddziału dywersyjno-minerskiego) w 3 Zgrupowaniu Czesława Dębickiego, „Jaremy”.
Chyliński pozostał w Wilnie po wkroczeniu Armii Czerwonej. Na początku lipca 1946 roku został aresztowany przez NKWD i trafił do więzienia przy ul. Ofiarnej. Po przesłuchaniach i torturach został wywieziony na Syberię, gdzie przebywał do 1957 roku.
Po powrocie do Polski zamieszkał w Modzurowie, gdzie pracował jako księgowy w Stacji Hodowli Roślin. Od sierpnia 1961 roku należał do PZPR.
Po śmierci został pochowany na cmentarzu Jeruzalem w Raciborzu.

## Awanse
- kapral podchorąży – ze starszeństwem z dniem 7 sierpnia 1938 roku
- podporucznik – ze starszeństwem z dniem 1 grudnia 1942 roku
- porucznik – 1943 rok.

## Odznaczenia
- Krzyż Srebrny Orderu Virtuti Militari

## Życie rodzinne
Był synem Wawrzyńca, ławnika sądowego, i Stanisławy z domu Wojtczak. W 1958 roku ożenił się z Krystyną Jadwigą Krasnowolską z domu Góralewicz (1927–1975). Mieli pasierbicę Ewę zamężną Mikę i synów: Przemysława (ur. w 1959 roku), Jarosława (ur. w 1961 roku) oraz córkę Barbarę (ur. w 1966 roku).